# Peltidium laudatum
Peltidium laudatum är en kräftdjursart som beskrevs av Tanaka och Auguste-Marie Hue 1966. 
Peltidium laudatum ingår i släktet Peltidium och familjen Peltidiidae. Inga underarter finns listade i Catalogue of Life.